# Microregiunea Dunaújváros
Microregiunea Dunaújváros (în maghiară Dunaújvárosi kistérség) a fost o microregiune statistică (kistérség) din județul Fejér, Ungaria.
Cu o populație de 71.268 locuitori și o suprafață de 371,73 km2, aceasta a existat până în 2014, când în Ungaria, microregiunile ”kistérségek” au fost înlocuite de districte (járások).